# بوکیت تیماه

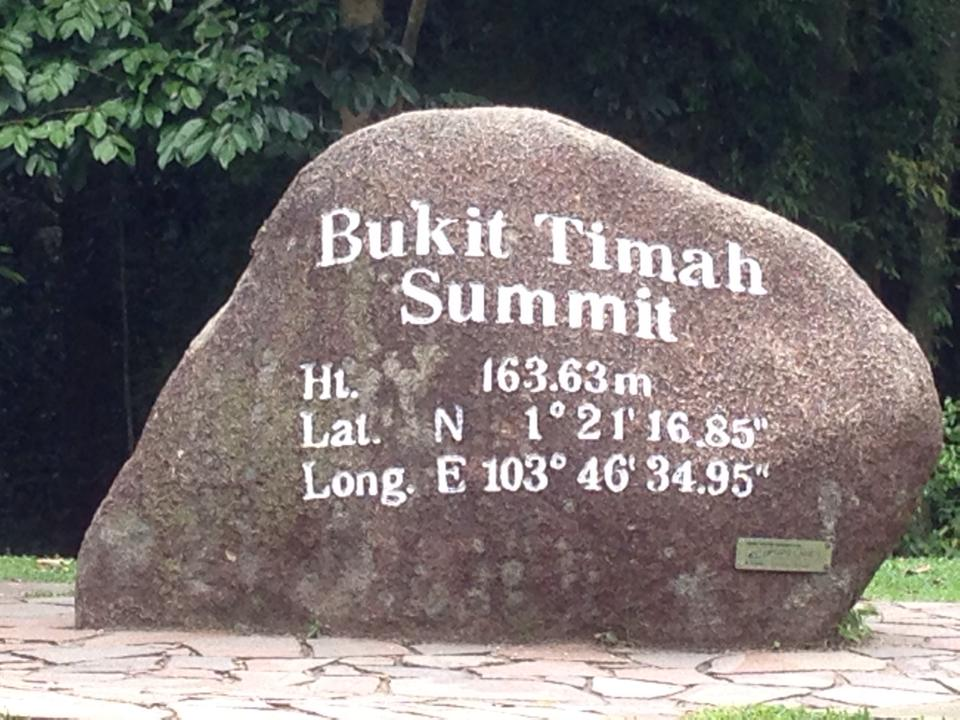
ورودی بوکیت تیماه

بوکیت تیماه (به انگلیسی: Bukit Timah) یک ناحیهٔ شهری در کشور سنگاپور است که در سرشماری سال ۲۰۱۰ میلادی، ۷۰٬۳۱۴ نفر جمعیت داشته‌است.